# Тоскански архипелаг
Тоскански архипелаг је италијански архипелаг који се састоји од седам острва, а налази се западно од Тоскане између Лигурског и Тиренског мора.
Сва ова оства обухвата Национални парк Тоскански архипелаг (итал. Parco nazionale Arcipelago Toscano).
Због близине великих градова ова острва су постала популарно туристичко одредиште. Због историјиских разлога посебно је познат највеће острво Елба. Острво Монтекристо познато је по роману Гроф Монте Кристо француског књижевника Александра Диме.
| Острво      | Површина   | Становништво (2004) |  |
| ----------- | ---------- | ------------------- |  |
| Елба        | 224 км²    | 30 000              |  |
| Ђиљо        | 23 км²     | 1553                |  |
| Капраја     | 19 км²     | 366                 |  |
| Монтекристо | 13 км²     | 0                   |  |
| Пјаноза     | 10,3 км²   | 0                   |  |
| Ђанутри     | 2,3 км²    | 102                 |  |
| Горгона     | 2,25 км²   | 220                 |  |
| Укупно      | 293,85 км² | 31 875              |  |